# Steven Naismith
Steven John Naismith, född 14 september 1986 i Irvine, North Ayrshire, är en skotsk före detta fotbollsspelare.

## Klubbkarriär
Den 18 januari 2018 lånades Naismith ut till skotska Hearts över resten av säsongen 2017/2018. Han lånades även ut till klubben över säsongen 2018/2019. Den 1 augusti 2019 skrev Naismith på ett fyraårskontrakt med Hearts.

## Landslagskarriär
Naismith gjorde mål i sin debut för Skottlands U21-landslag, i en 4–0-vinst mot Islands U21-landslag i mars 2006. I en annan match samma månad så gjorde han mål i sin debut för Skottlands B-landslag mot Turkiets B-landslag, matchen slutade 3–2 till Turkiet.
Naismith kallades till Skottlands A-landslag för första gången i juni 2007, och gjorde debut med ett sent inhopp i matchen som slutade med en 2–0-vinst för Skottland mot Färöarna. Naismith var senare under året kapten för Skottlands U21-lag och gjorde det avgörande målet mot Tjeckiens U21-landslag.

## Meriter
Rangers
- Scottish Premier League: 2009, 2010, 2011
- Scottish Cup: 2009
- Scottish League Cup: 2010, 2011

-
Hearts
- Scottish Championship: 2021